# Youth Without Youth
Youth Without Youth (en México y España El hombre sin edad y en Argentina Juventud sin juventud) es una película de Francis Ford Coppola del año 2007, basada en la novela corta Tiempo de un centenario —Tinerețe fără tinerețe— de Mircea Eliade escrita en 1976.

## Argumento
El profesor rumano Dominic Matei (Tim Roth) es alcanzado por un rayo, convirtiéndose así en un joven de cuerpo pero viejo de espíritu. Son los años previos a la Segunda Guerra Mundial y los nazis intentan seguirle los pasos. Al mismo tiempo encuentra una doble del amor de su vida, y paralelamente tiene sueños y visiones producidos por la inteligencia nueva que vino como consecuencia de su rejuvenecimiento.

## Comentarios
La película está basada en un cuento del historiador de las religiones rumano Mircea Eliade. Fue rodada entre Bulgaria, Rumania y Malta. No fue distribuida masivamente, y al ser una historia compleja, pero de relato con referencias clasicistas, la crítica vanguardista no la tuvo en cuenta.

## Intérpretes
- Tim Roth - Dominic Matei
- Alexandra Maria Lara - Veronica
- Bruno Ganz - profesor Stanciulescu
- André Hennicke - Josef Rudolf
- Marcel Iureş - Professor Giuseppe Tucci
- Adrian Pintea - Pandit
- Matt Damon - Ted Jones (cameo)
- Alexandra Pirici - chica en Room 6